# Strana druhé reformní éry
Strana druhé reformní éry, v originále maďarsky Második Reformkor Párt, zkráceně 2RK nebo 2RK Párt, je mimoparlamentní centristická politická strana v Maďarsku, kterou v září roku 2023 založil Gábor Vona.

## Historie
Strana 2RK byla založena 7. září 2023 a zaregistrována o dva dny později 9. září téhož roku. U jejího zrodu stál od počátku zkušený politik Gábor Vona, bývalý předseda krajně pravicového Hnutí za lepší Maďarsko (Jobbik) v letech 2006 až 2018 a vůdce soudem rozpuštěné paramilitaristické Maďarské gardy mezi lety 2007 a 2009.
Strana 2RK úspěšně nashromáždila 20 000 potřebných podpisů pro kandidaturu ve volbách do Evropského parlamentu v roce 2024. Neúčastní se však souběžně konaných komunálních voleb, jelikož vedoucí představitelé se domnívají, že jejich strana nemá v obecních zastupitelstvech své místo.

## Stranický aparát
- Předseda: Gábor Vona (od 9. září 2023)
- Ředitel: József Dakó
- Odborný ředitel: Balázs Búzás
- Ředitel komunikace: Adrián Száki
- Místopředové: Bence Farkas, Miklós Orbán, Emese Pekárné Farkas, Andrásné Szilvási, Balázs Szőke, Tamás Tóth.

## Volební výsledky

### Volby do Evropského parlamentu
| Volby | Počet hlasů | Hlasy v % | Počet mandátů | Politická skupina EP | Evropská strana |
| ----- | ----------- | --------- | ------------- | -------------------- | --------------- |
| 2024  | 30 961      | 0,68      | 0/21          | —                    | —               |